# Crassula colligata
Crassula colligata (лат.) — вид однолетних растений рода Толстянка (Crassula) семейства Толстянковые (Crassulaceae), естественно произрастающий на территории Австралии.

## Ботаническое описание

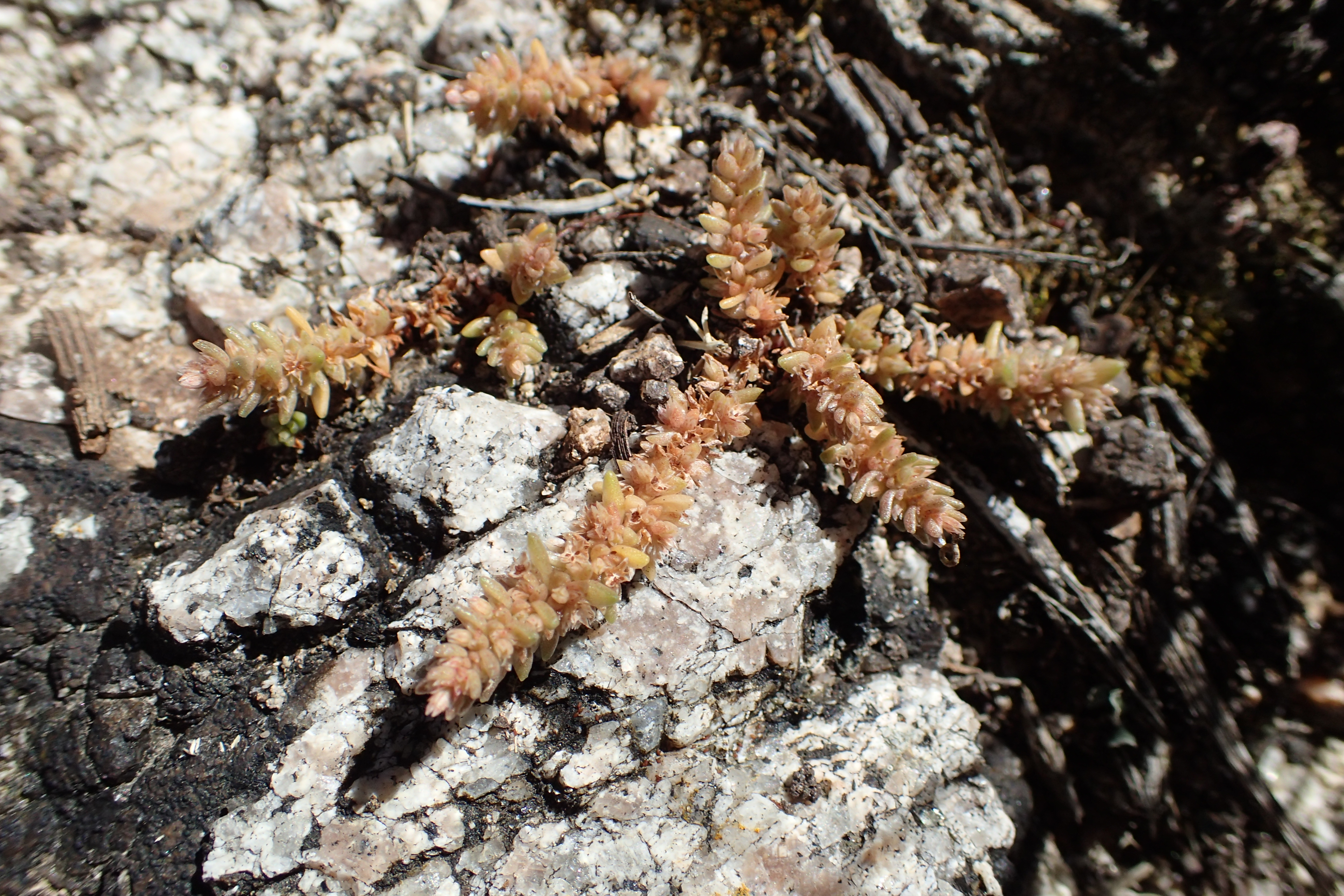
Габитус

Однолетние растения характеризуются малоразветвленной структурой, часто имеют прямостоячие ветви, достигающие длины до 16 см, которые часто приобретают жилисто-деревянистый характер. Листья линейно-ланцетные, с длиной от 2 до 3,5 (или даже 5,3) мм и шириной от 0,4 до 0,9 (иногда до 1,3) мм, обладают острым бесцветным кончиком, который со временем становится тупым. Листья выше обычно более или менее плоские, в то время как снизу они выпуклые.
Соцветие представлено одним или несколькими колосовидными тирсами. Цветки, состоящие из 4 частей, имеют треугольные или линейно-ланцетные доли чашечки длиной 1,2–2,2 мм, которые к плодам удлиняются и могут быть от острых до заостренных, прямых или наклоненных, часто соприкасающихся друг с другом. Венчик цветка кремового цвета с красным оттенком, ланцетные лопасти длиной 0,6–0,8 мм, заостренные и продольно складчатые. Нектарные чешуи линейно-клиновидные, почти Т-образные, длиной 0,4–0,6 мм, шириной 0,1–0,3 мм, обычно разделены. Плодолистики конические, содержащие 2 семязачатка. Плоды представлены гладкими или мелкососочковыми листовками, освобождающими семена через апикальную пору или редко отделяющимися в основании от цветоложа; семена имеют длину от 0,3 до 0,5 мм, гладкие или с бугорками.

## Распространение
Растение естественным образом встречается на южном побережье штата Западная Австралия, Южной Австралии и штата Виктория.
Вид был интродуцирован на территории Калифорнии.

## Таксономия
Отличие между этим видом и Crassula sieberiana в Виктории неясно. Считается, что Crassula colligata встречается в более засушливых регионах Австралии и чаще обнаруживается в западной Виктории. Этот вид характеризуется наличием бесцветной точки на молодых листьях, однако этот признак быстро исчезает, и его трудно наблюдать на высушенных образцах. Другие отличительные черты, такие как прямостоячая, малоразветвленная структура, жилистые ветви с длинными базальными промежутками и форма плодов в виде пирамиды с сжимающимися лопастями чашечки, могут быть использованы для различения его от Crassula sieberiana, которая обычно представляет собой долговечную, сильно разветвленную, полегающую траву с мясистыми ветвями и короткими прикорневыми междоузлиями, а также характерными чашевидными плодами. Однако ни один из этих признаков не является стабильным для обоих видов, и возможно, потребуется анализ комбинации этих признаков в сочетании с окружающей средой для идентификации видов в отсутствие свежих молодых листьев.
Crassula colligata Toelken, первое упоминание в S. Austral. Naturalist 76: 6 (2002).

### Подвиды
Подтвержденные подвиды в соответствии с данными сайта Plants of the World Online на 2024 год:
- Crassula colligata subsp. colligata
- Crassula colligata subsp. lamprosperma Toelken